# Cardet
Pour les articles homonymes, voir Cardet (homonymie).
Cardet est une commune française située dans le centre du département du Gard en région Occitanie. Les habitants de la commune de Cardet sont appelés les cardésiens.
Exposée à un climat méditerranéen, elle est drainée par le Gard, l'Allarenque et par deux autres cours d'eau. La commune possède un patrimoine naturel remarquable composé de deux zones naturelles d'intérêt écologique, faunistique et floristique.
Cardet est une commune rurale qui compte 922 habitants en 2022, après avoir connu une forte hausse de la population depuis 1975.  Elle fait partie de l'aire d'attraction d'Alès. Ses habitants sont appelés les Cardésiens ou  Cardésiennes.
Le patrimoine architectural de la commune comprend un immeuble protégé au titre des monuments historiques : le château, inscrit en 1993.

## Géographie
|                      | Ribaute-les-Tavernes | Massanes      |
| Lézan                | Cardet               | Cassagnoles   |
| Saint-Jean-de-Serres |                      | Saint-Bénézet |

### Localisation
Cardet est situé à 60 km de la mer et à environ 75 km du mont Aigoual. Les villes voisines sont Ribautes-Les-Tavernes, Lézan, Saint-Jean-de-Serre, Massanes et Lédignan.

### Climat
Pour des articles plus généraux, voir Climat de l'Occitanie et Climat du Gard.
En 2010, le climat de la commune est de type climat méditerranéen franc, selon une étude s'appuyant sur une série de données couvrant la période 1971-2000. En 2020, Météo-France publie une typologie des climats de la France métropolitaine dans laquelle la commune est exposée à un climat méditerranéen et est dans la région climatique Provence, Languedoc-Roussillon, caractérisée par une pluviométrie faible en été, un très bon ensoleillement (2 600 h/an), un été chaud (21,5 °C), un air très sec en été, sec en toutes saisons, des vents forts (fréquence de 40 à 50 % de vents > 5 m/s) et peu de brouillards.
Pour la période 1971-2000, la température annuelle moyenne est de 13,9 °C, avec  une amplitude thermique annuelle de 17,5 °C. Le cumul annuel moyen de précipitations est de 928 mm, avec 6,9 jours de précipitations en janvier et 3,2 jours en juillet. Pour la période 1991-2020, la température moyenne annuelle observée sur la station météorologique installée sur la commune est de 14,6 °C et le cumul annuel moyen de précipitations est de 974,6 mm,. Pour l'avenir, les paramètres climatiques de la commune estimés pour 2050 selon différents scénarios d’émission de gaz à effet de serre sont consultables sur un site dédié publié par Météo-France en novembre 2022.
| Mois                                  | jan.             | fév.           | mars            | avril         | mai          | juin         | jui.            | août           | sep.           | oct.          | nov.            | déc.            | année      |
| ------------------------------------- | ---------------- | -------------- | --------------- | ------------- | ------------ | ------------ | --------------- | -------------- | -------------- | ------------- | --------------- | --------------- | ---------- |
| Température minimale moyenne (°C)     | 1,4              | 1,5            | 4,3             | 7,2           | 10,9         | 14,3         | 16,5            | 16,1           | 12,5           | 9,7           | 5,2             | 2,1             | 8,5        |
| Température moyenne (°C)              | 6,3              | 7,2            | 10,6            | 13,4          | 17,4         | 21,4         | 24,1            | 23,8           | 19,3           | 15,1          | 10,1            | 6,8             | 14,6       |
| Température maximale moyenne (°C)     | 11,1             | 12,8           | 16,9            | 19,7          | 24           | 28,5         | 31,7            | 31,4           | 26,2           | 20,5          | 14,9            | 11,5            | 20,8       |
| Record de froid (°C) date du record   | −12,8 03.01.1971 | −10 11.02.1986 | −9,7 02.03.05   | −4,6 08.04.21 | 0,8 07.05.19 | 5,4 13.06.19 | 8,3 01.07.1991  | 7,2 30.08.1969 | 1,4 21.09.1977 | −3,2 30.10.12 | −7,8 28.11.1985 | −10,2 20.12.09  | −12,8 1971 |
| Record de chaleur (°C) date du record | 22,5 20.01.07    | 24 24.02.20    | 28,1 21.03.1990 | 31,2 24.04.07 | 36 30.05.01  | 43 28.06.19  | 40,5 23.07.1998 | 43,1 23.08.23  | 37,3 04.09.16  | 32,3 08.10.23 | 25,8 03.11.1970 | 21,1 18.12.1987 | 43,1 2023  |
| Précipitations (mm)                   | 74,7             | 50,9           | 60,9            | 78,8          | 69,1         | 50,9         | 34,6            | 50,7           | 161,8          | 146           | 115,1           | 81,1            | 974,6      |

### Milieux naturels et biodiversité
L’inventaire des zones naturelles d'intérêt écologique, faunistique et floristique (ZNIEFF) a pour objectif de réaliser une couverture des zones les plus intéressantes sur le plan écologique, essentiellement dans la perspective d’améliorer la connaissance du patrimoine naturel national et de fournir aux différents décideurs un outil d’aide à la prise en compte de l’environnement dans l’aménagement du territoire.
Une ZNIEFF de type 1 est recensée sur la commune :
le « Gardon d'Anduze et Gardon » (461 ha), couvrant 11 communes du département et une ZNIEFF de type 2, : 
la « vallée moyenne des Gardons » (1 848 ha), couvrant 24 communes du département.

Carte des ZNIEFF de type 1 et 2 à Cardet.
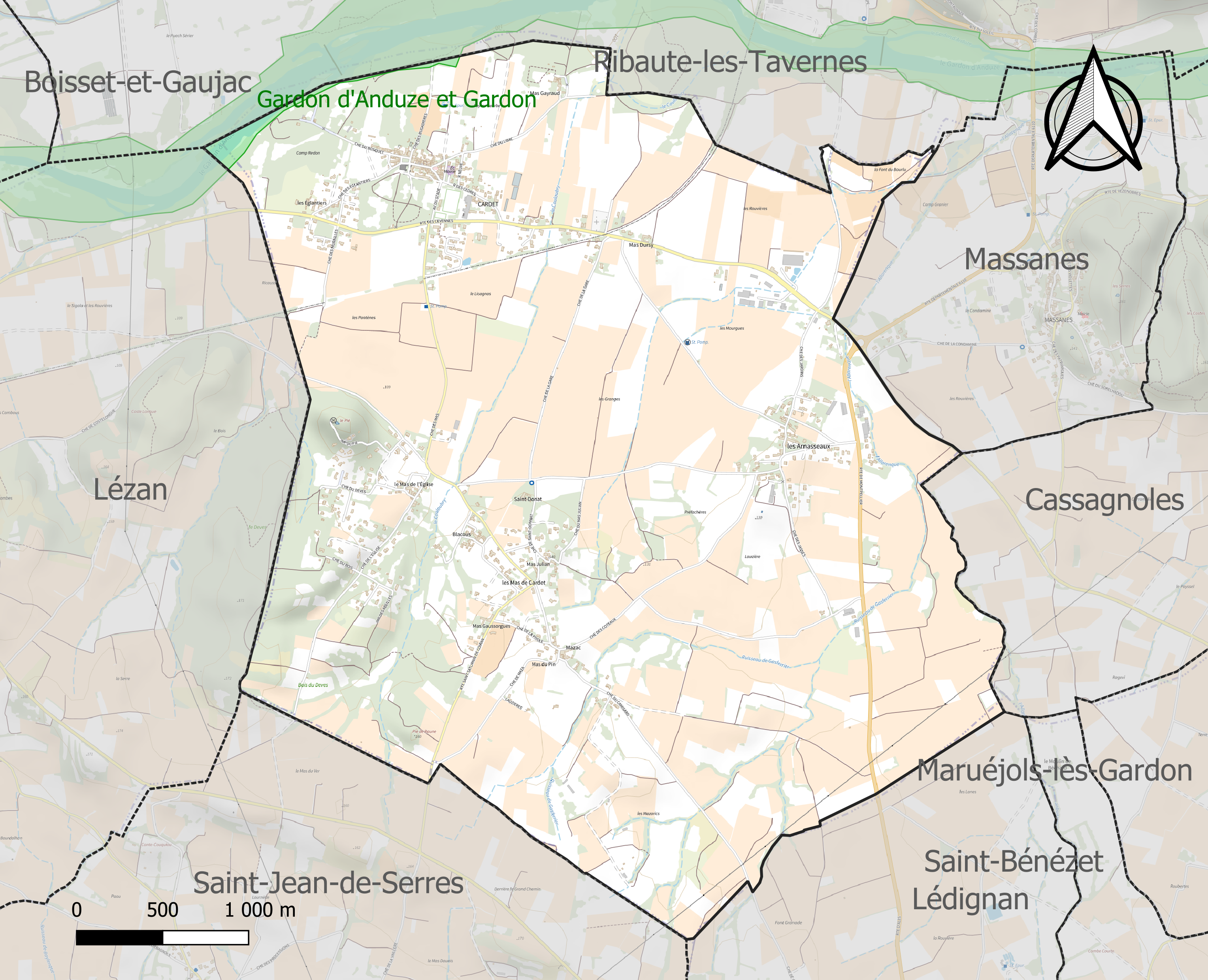
Carte de la ZNIEFF de type 1 sur la commune.
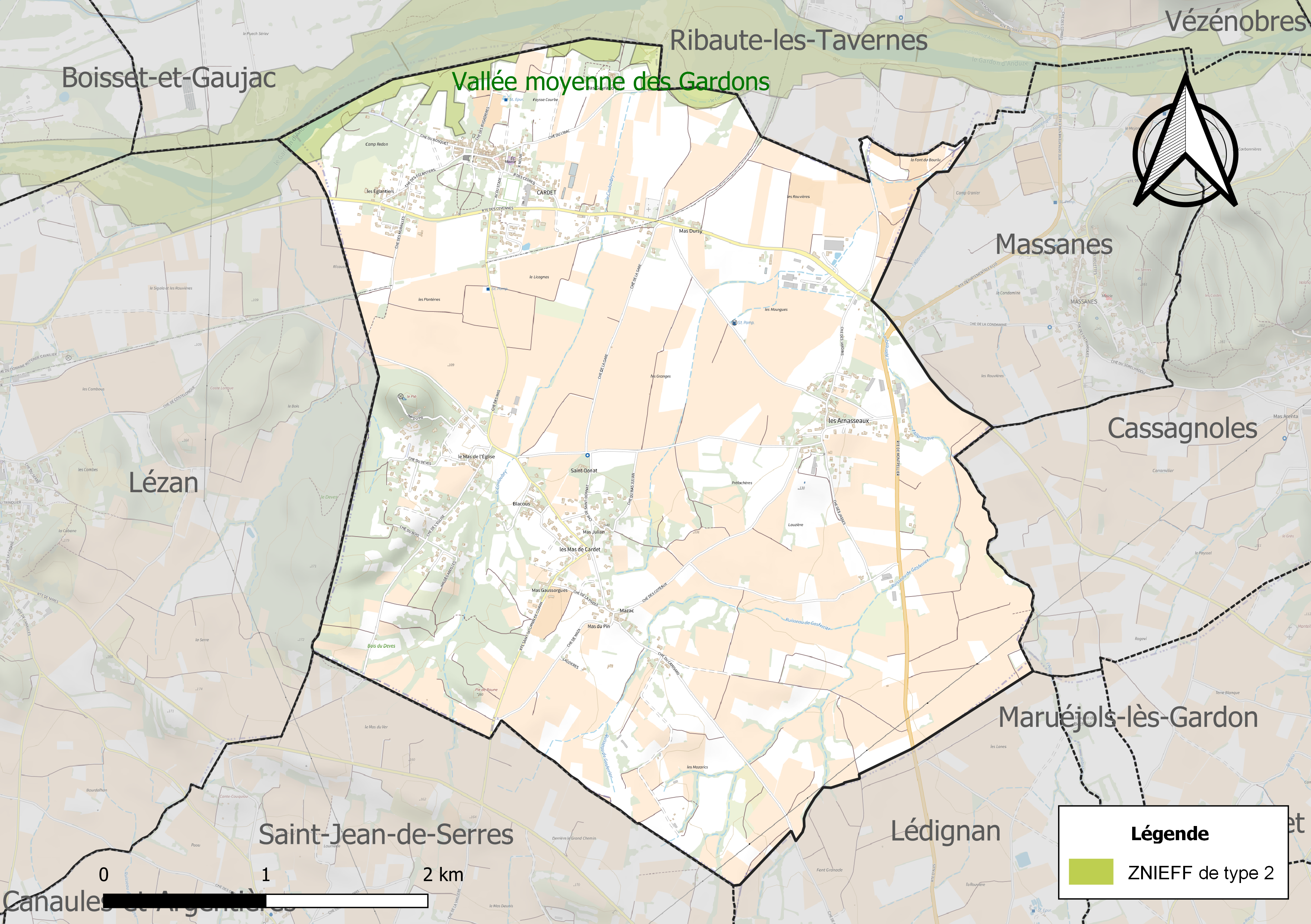
Carte de la ZNIEFF de type 2 sur la commune.

## Urbanisme

### Typologie
Au 1er janvier 2024, Cardet est catégorisée commune rurale à habitat dispersé, selon la nouvelle grille communale de densité à sept niveaux définie par l'Insee en 2022.
Elle est située hors unité urbaine. Par ailleurs la commune fait partie de l'aire d'attraction d'Alès, dont elle est une commune de la couronne,. Cette aire, qui regroupe 64 communes, est catégorisée dans les aires de 50 000 à moins de 200 000 habitants,.

### Occupation des sols
L'occupation des sols de la commune, telle qu'elle ressort de la base de données européenne d’occupation biophysique des sols Corine Land Cover (CLC), est marquée par l'importance des territoires agricoles (89,6 % en 2018), en diminution par rapport à 1990 (94,2 %). La répartition détaillée en 2018 est la suivante : 
cultures permanentes (58,5 %), zones agricoles hétérogènes (31,1 %), forêts (5,8 %), zones urbanisées (4,6 %). L'évolution de l’occupation des sols de la commune et de ses infrastructures peut être observée sur les différentes représentations cartographiques du territoire : la carte de Cassini (XVIIIe siècle), la carte d'état-major (1820-1866) et les cartes ou photos aériennes de l'IGN pour la période actuelle (1950 à aujourd'hui).

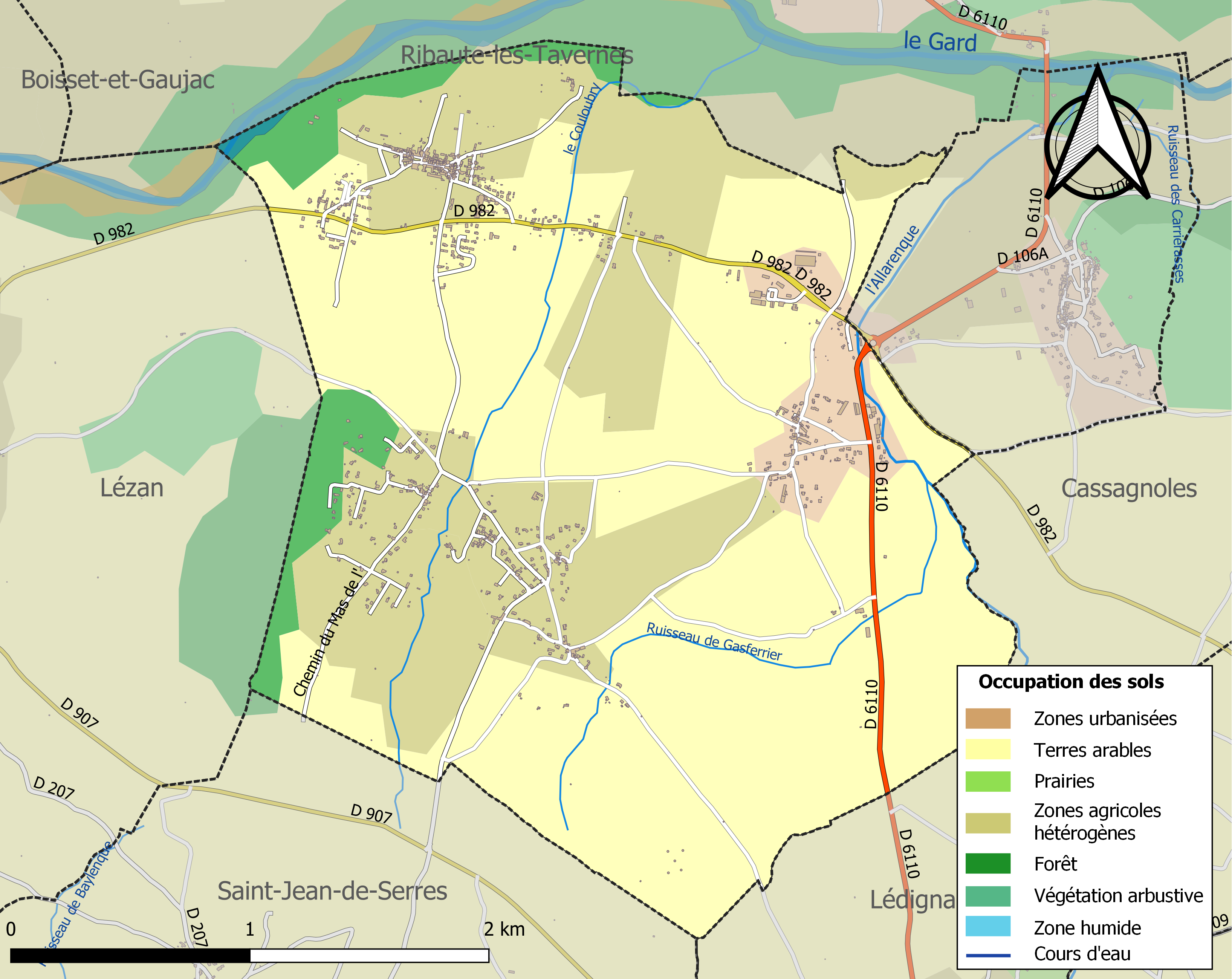
Carte des infrastructures et de l'occupation des sols de la commune en 2018 (CLC).

### Risques majeurs
Le territoire de la commune de Cardet est vulnérable à différents aléas naturels : météorologiques (tempête, orage, neige, grand froid, canicule ou sécheresse), inondations, feux de forêts et séisme (sismicité faible). Il est également exposé à un risque technologique,  le transport de matières dangereuses. Un site publié par le BRGM permet d'évaluer simplement et rapidement les risques d'un bien localisé soit par son adresse soit par le numéro de sa parcelle.

#### Risques naturels
La commune fait partie du territoire à risques importants d'inondation (TRI) d'Alès, regroupant 37 communes autour d'Alès, un des 31 TRI qui ont été arrêtés fin 2012 sur le bassin Rhône-Méditerranée, retenu au regard des risques de débordements de la Cèze et des Gardons. Parmi les dernières crues significatives qui ont touché le territoire figurent celles de 1958 et de septembre 2002. Des cartes des surfaces inondables ont été établies pour trois scénarios : fréquent (crue de temps de retour de 10 ans à 30 ans), moyen (temps de retour de 100 ans à 300 ans) et extrême (temps de retour de l'ordre de 1 000 ans, qui met en défaut tout système de protection),. La commune a été reconnue en état de catastrophe naturelle au titre des dommages causés par les inondations et coulées de boue survenues en 1982, 1987, 1992, 1993, 1995, 2001, 2002, 2010 et 2020,.

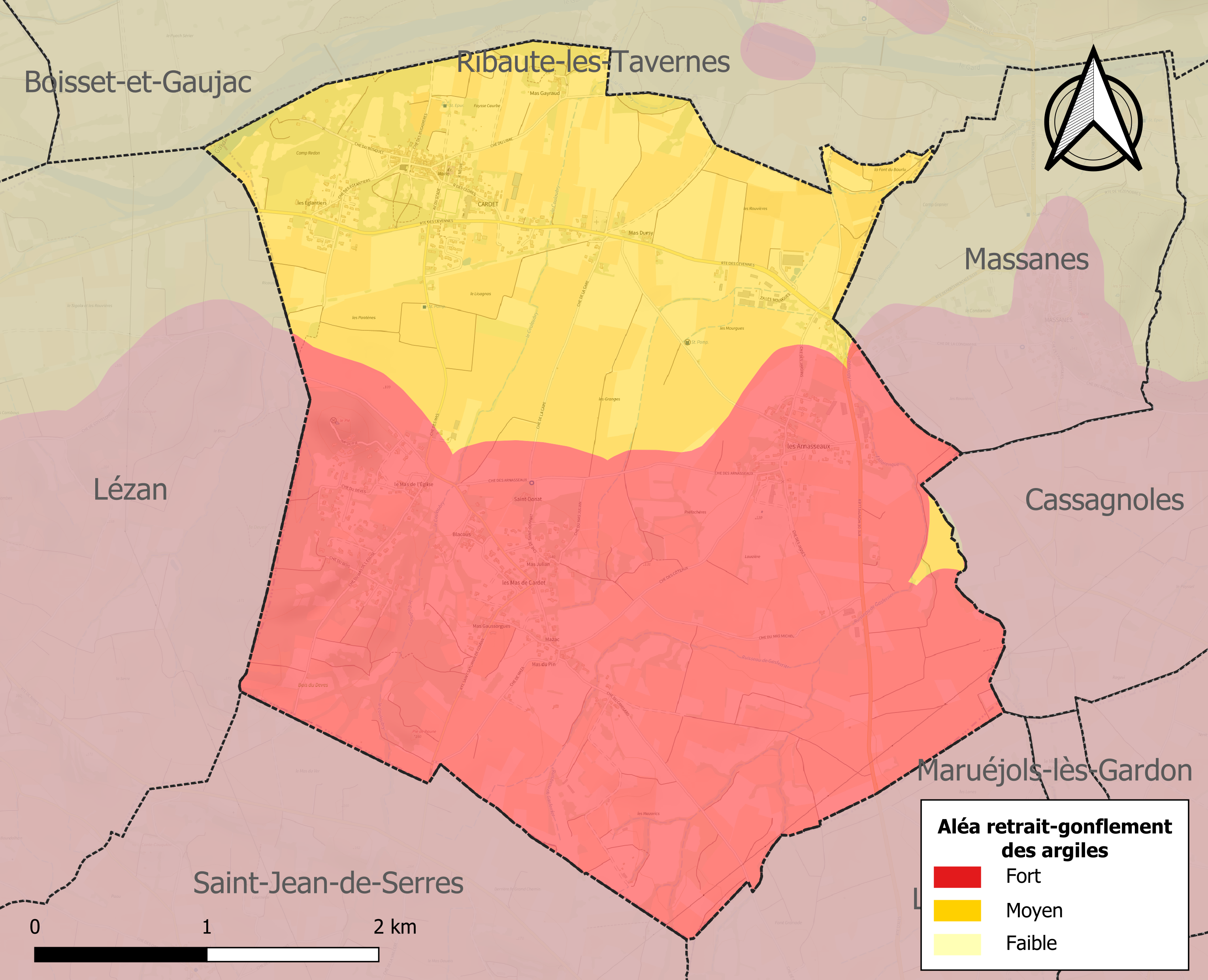
Carte des zones d'aléa retrait-gonflement des sols argileux de Cardet.

Le retrait-gonflement des sols argileux est susceptible d'engendrer des dommages importants aux bâtiments en cas d’alternance de périodes de sécheresse et de pluie. La totalité de la commune est en aléa moyen ou fort (67,5 % au niveau départemental et 48,5 % au niveau national). Sur les 391 bâtiments dénombrés sur la commune en 2019, 391 sont en aléa moyen ou fort, soit 100 %, à comparer aux 90 % au niveau départemental et 54 % au niveau national. Une cartographie de l'exposition du territoire national au retrait gonflement des sols argileux est disponible sur le site du BRGM,.
Par ailleurs, afin de mieux appréhender le risque d’affaissement de terrain, l'inventaire national des cavités souterraines permet de localiser celles situées sur la commune.

#### Risques technologiques
Le risque de transport de matières dangereuses sur la commune est lié à sa traversée par des infrastructures routières ou ferroviaires importantes ou la présence d'une canalisation de transport d'hydrocarbures. Un accident se produisant sur de telles infrastructures est en effet susceptible d’avoir des effets graves au bâti ou aux personnes jusqu’à 350 m, selon la nature du matériau transporté. Des dispositions d’urbanisme peuvent être préconisées en conséquence.

## Toponymie
Occitan Cardet, du roman Cardet, du latin carduetum (lieu plein de charbon).

## Histoire

### Époque moderne
Au XVIIIe siècle, Cardet s'appelait Saint-Saturnin de Coiran, il était essentiellement construit sur les hauteurs les mas de cardet puis les seigneurs d'Anduze ont fait construire un château au bord du Gardon et des maisons se sont construites autour, c'est alors devenu Cardet.

## Politique et administration

### Liste des maires
| Période                                  | Période  | Identité          | Étiquette | Qualité                                |
| ---------------------------------------- | -------- | ----------------- | --------- | -------------------------------------- |
| 2001                                     | 2008     | William Debruc    | PCF       |                                        |
| 2008                                     | 2011     | Florence Marion   | SE        |                                        |
| 2011                                     | En cours | Fabien Cruveiller |           | Président de la Communauté de Communes |
| Les données manquantes sont à compléter. |          |                   |           |                                        |

## Population et société

### Démographie
L'évolution du nombre d'habitants est connue à travers les recensements de la population effectués dans la commune depuis 1793. Pour les communes de moins de 10 000 habitants, une enquête de recensement portant sur toute la population est réalisée tous les cinq ans, les populations de référence des années intermédiaires étant quant à elles estimées par interpolation ou extrapolation. Pour la commune, le premier recensement exhaustif entrant dans le cadre du nouveau dispositif a été réalisé en 2008.

En 2022, la commune comptait 922 habitants, en évolution de +6,47 % par rapport à 2016 (Gard : +2,97 %, France hors Mayotte : +2,11 %).
| 1793 | 1800 | 1806 | 1821 | 1831 | 1836 | 1841 | 1846 | 1851 |
| ---- | ---- | ---- | ---- | ---- | ---- | ---- | ---- | ---- |
| 421  | 382  | 385  | 422  | 442  | 471  | 440  | 498  | 471  |

| 1856 | 1861 | 1866 | 1872 | 1876 | 1881 | 1886 | 1891 | 1896 |
| ---- | ---- | ---- | ---- | ---- | ---- | ---- | ---- | ---- |
| 471  | 507  | 496  | 447  | 468  | 457  | 472  | 460  | 496  |

| 1901 | 1906 | 1911 | 1921 | 1926 | 1931 | 1936 | 1946 | 1954 |
| ---- | ---- | ---- | ---- | ---- | ---- | ---- | ---- | ---- |
| 518  | 517  | 547  | 521  | 542  | 560  | 563  | 527  | 546  |

| 1962 | 1968 | 1975 | 1982 | 1990 | 1999 | 2006 | 2008 | 2013 |
| ---- | ---- | ---- | ---- | ---- | ---- | ---- | ---- | ---- |
| 548  | 542  | 472  | 503  | 569  | 643  | 788  | 830  | 844  |

| 2018 | 2022 | - | - | - | - | - | - | - |
| ---- | ---- | - | - | - | - | - | - | - |
| 876  | 922  | - | - | - | - | - | - | - |

## Économie

### Revenus
En 2018  (données Insee publiées en septembre 2021), la commune compte 386 ménages fiscaux, regroupant 897 personnes. La médiane du revenu disponible par unité de consommation est de 20 440 € (20 020 € dans le département).

### Emploi
|                | 2008   | 2013 | 2018   |
| -------------- | ------ | ---- | ------ |
| Commune        | 9,7 %  | 11 % | 13,1 % |
| Département    | 10,6 % | 12 % | 12 %   |
| France entière | 8,3 %  | 10 % | 10 %   |

En 2018, la population âgée de 15 à 64 ans s'élève à 563 personnes, parmi lesquelles on compte 77,8 % d'actifs (64,7 % ayant un emploi et 13,1 % de chômeurs) et 22,2 % d'inactifs,. En  2018, le taux de chômage communal (au sens du recensement) des 15-64 ans est supérieur à celui de la France et du département, alors qu'il était inférieur à celui du département en 2008.
La commune fait partie de la couronne de l'aire d'attraction d'Alès, du fait qu'au moins 15 % des actifs travaillent dans le pôle,. Elle compte 207 emplois en 2018, contre 216 en 2013 et 229 en 2008. Le nombre d'actifs ayant un emploi résidant dans la commune est de 367, soit un indicateur de concentration d'emploi de 56,4 % et un taux d'activité parmi les 15 ans ou plus de 59,6 %.
Sur ces 367 actifs de 15 ans ou plus ayant un emploi, 91 travaillent dans la commune, soit 25 % des habitants. Pour se rendre au travail, 88,3 % des habitants utilisent un véhicule personnel ou de fonction à quatre roues, 1,1 % les transports en commun, 3,5 % s'y rendent en deux-roues, à vélo ou à pied et 7,1 % n'ont pas besoin de transport (travail au domicile).

### Activités hors agriculture

#### Secteurs d'activités
91 établissements sont implantés  à Cardet au 31 décembre 2019. Le tableau ci-dessous en détaille le nombre par secteur d'activité et compare les ratios avec ceux du département,.
| Secteur d'activité                                                                                        | Commune | Commune | Département |
| Secteur d'activité                                                                                        | Nombre  | %       | %           |
| --- | ------- | ------- | ----------- |
| Ensemble                                                                                                  | 91      |         |             |
| Industrie manufacturière, industries extractives et autres                                                | 14      | 15,4 %  | (7,9 %)     |
| Construction                                                                                              | 24      | 26,4 %  | (15,5 %)    |
| Commerce de gros et de détail, transports, hébergement et restauration                                    | 25      | 27,5 %  | (30 %)      |
| Information et communication                                                                              | 1       | 1,1 %   | (2,2 %)     |
| Activités immobilières                                                                                    | 2       | 2,2 %   | (4,1 %)     |
| Activités spécialisées, scientifiques et techniques et activités de services administratifs et de soutien | 14      | 15,4 %  | (14,9 %)    |
| Administration publique, enseignement, santé humaine et action sociale                                    | 3       | 3,3 %   | (13,5 %)    |
| Autres activités de services                                                                              | 8       | 8,8 %   | (8,8 %)     |

Le secteur du commerce de gros et de détail, des transports, de l'hébergement et de la restauration est prépondérant sur la commune puisqu'il représente 27,5 % du nombre total d'établissements de la commune (25 sur les 91 entreprises implantées  à Cardet), contre 30 % au niveau départemental.

#### Entreprises et commerces
Les cinq entreprises ayant leur siège social sur le territoire communal qui génèrent le plus de chiffre d'affaires en 2020 sont : 
- WALLACE S.A., Conception et fabrication de bancs d'essai, de machines de dosage, et plus généralement de machines spéciales (867 k€).
- Entreprise Vetsel, travaux d'installation électrique dans tous locaux (737 k€)
- SARL Michel Floutier, commerce de détail de fleurs, plantes, graines, engrais, animaux de compagnie et aliments pour ces animaux en magasin spécialisé (653 k€)
- SARL Gauche Pere Et Fils, entretien et réparation de véhicules automobiles légers (138 k€)
- Planet-Concept, activités spécialisées de design (4 k€)

### Agriculture
La commune est dans les Garrigues, une petite région agricole occupant le centre du département du Gard. En 2020, l'orientation technico-économique de l'agriculture  sur la commune est la viticulture. 
|               | 1988 | 2000 | 2010 | 2020 |
| ------------- | ---- | ---- | ---- | ---- |
| Exploitations | 44   | 38   | 31   | 29   |
| SAU (ha)      | 557  | 461  | 448  | 349  |

Le nombre d'exploitations agricoles en activité et ayant leur siège dans la commune est passé de 44 lors du recensement agricole de 1988  à 38 en 2000 puis à 31 en 2010 et enfin à 29 en 2020, soit une baisse de 34 % en 32 ans. Le même mouvement est observé à l'échelle du département qui a perdu pendant cette période 61 % de ses exploitations,. La surface agricole utilisée sur la commune a également diminué, passant de 557 ha en 1988 à 349 ha en 2020. Parallèlement la surface agricole utilisée moyenne par exploitation a baissé, passant de 13 à 12 ha.

## Culture locale et patrimoine

### Édifices religieux
- Temple protestant de Cardet.

### Personnalités liées à la commune
- Jean Cavalier, né le 28 novembre 1681 à Ribaute et baptisé à Cardet. À partir de 1700, il dévaste les villages catholiques et brûle les églises. Il n'hésite pas à attaquer les troupes royales. En 1704, sa troupe est durement défaite à Nages. En 1738, il devient lieutenant gouverneur de l'île de Jersey. Il meurt à Chelsea le 17 mai 1740. Il avait une maison dans les mas de Cardet qui symbolisait le siège du protestantisme cévenol.
- Maurice Bastide (1909-?), écrivain de romans policiers, prix du roman d'aventures 1954, né à Cardet.

## Héraldique
| Blason de Cardet | Blason  | D'azur au croissant d'or, à la bordure crénelée de sept pièces du même. |
| Blason de Cardet | Détails |                                                                         |